# Dean Lewis
Dean Lewis, artiestennaam van Dean Lewis Grant Loaney (Sydney, 21 oktober 1987), is een Australisch singer-songwriter. Hij is vooral bekend door zijn nummer Waves dat in 2017 uitkwam en zijn single Be Alright die in het najaar van 2018 de top 10 van Nederlandse Top 40 haalde.
In 2016 tekende Lewis een platencontract bij Island Records, waarna zijn eerste single Waves verscheen. Deze single behaalde in Australië de 12e plaats. Tijdens de ARIA Music Awards van 2017 werd Waves genomineerd voor 4 categorieën. Echter won het nummer bij geen van alle categorieën.
Be Alright was Dean Lewis zijn eerste nummer 1-hit in Australië. Dit is ook het eerste nummer waarmee hij buiten Australië succes boekte, zo werd het een hit in Ierland en Nieuw-Zeeland.
Op 21 maart 2019 bracht hij het album A Place We Knew uit.
Op 5 maart 2021 kwam Lewis terug met zijn single Falling Up. Later volgden Looks Like Me, Hurtless en How Do I Say Goodbye, de 3 singles van zijn nieuwe album. Zijn tweede studioalbum, The Hardest Love, kwam uit op 7 oktober 2022. Lewis kwam op 12 en 13 oktober 2022 naar Nederland voor zijn nieuwe tour.

## Discografie

### Albums
| Album            | Verschijnen     | Label                       | Hitlijsten | Hitlijsten | Hitlijsten | Hitlijsten | Hitlijsten | Hitlijsten |
| Album            | Verschijnen     | Label                       | BE (VL)    | BE (VL)    | NL         | NL         | GB         | US         |
| Album            | Verschijnen     | Label                       | Piek       | Weken      | Piek       | Weken      | Piek       | Piek       |
| ---------------- | --------------- | --------------------------- | ---------- | ---------- | ---------- | ---------- | ---------- | ---------- |
| A Place We Knew  | 22 maart 2019   | Island, Universal Australia | 30         | 92         | 21         | 13         | 37         | 31         |
| The Hardest Love | 4 november 2022 | Island, Universal Australia | 51         | 4          | 28         | 7          | —          | —          |

### Singles
- 2016 - Waves
- 2017 - Need You Now
- 2017 - Lose My Mind
- 2018 - Chemicals
- 2018 - Be Alright
- 2019 - 7 Minutes
- 2019 - Half a Man
- 2019 - Stay Awake
- 2019 - Straight Back Down
- 2019 - Used to Love (met Martin Garrix)
- 2021 - Falling Up
- 2021 - Looks Like Me
- 2022 - How Do I Say Goodbye

| Lied                             | Verschijnen       | Album                      | Hitlijsten | Hitlijsten | Hitlijsten  | Hitlijsten  | Hitlijsten   | Hitlijsten   | Hitlijsten | Hitlijsten | Opmerkingen                                                |
| Lied                             | Verschijnen       | Album                      | BE (VL)    | BE (VL)    | NL (Top 40) | NL (Top 40) | NL (Top 100) | NL (Top 100) | GB         | US         | Opmerkingen                                                |
| Lied                             | Verschijnen       | Album                      | Piek       | Weken      | Piek        | Weken       | Piek         | Weken        | Piek       | Piek       | Opmerkingen                                                |
| -------------------------------- | ----------------- | -------------------------- | ---------- | ---------- | ----------- | ----------- | ------------ | ------------ | ---------- | ---------- | ---------------------------------------------------------- |
| Waves                            | 30 september 2016 | A Place We Knew            | tip2       |            | —           | —           | —            | —            | —          | —          |                                                            |
| Be Alright                       | 29 juni 2018      | A Place We Knew            | 1 (2 wk)   | 39         | 6           | 26          | 7            | 43           | 11         | 23         | Dubbelplatina in Nederland en België / MNM-Big Hit         |
| 7 Minutes                        | 18 januari 2019   | A Place We Knew            | tip28      |            | —           | —           | —            | —            | —          | —          |                                                            |
| Stay Awake                       | 18 maart 2019     | A Place We Knew            | tip32      |            | tip13       |             | —            | —            | 100        | —          |                                                            |
| Used to Love (met Martin Garrix) | 31 oktober 2019   | —                          | 25         | 21         | 9           | 20          | 32           | 22           | —          | —          |                                                            |
| Falling Up                       | 5 maart 2021      | —                          | tip        |            | —           | —           | —            | —            | —          | —          |                                                            |
| Lost Without You (met Kygo)      | 8 juli 2022       | Thrill of the Chase (Kygo) | 40         | 10         | 38          | 5           | —            | —            | —          | —          |                                                            |
| How Do I Say Goodbye             | 2 september 2022  | The Hardest Love           | 5          | 32*        | 3           | 20          | 8            | 34           | 23         | —          | Goud in België / Alarmschijf / MNM-Big Hit / 538 Favourite |
| Trust Me Mate                    | 11 november 2023  | —                          | 19         | 17         | 13          | 16          | —            | —            | —          | —          |                                                            |
| I hate that it's true            | 10 Mei 2025       | —                          | 23         | 8*         |             | tip3        | —            | —            | —          | —          |                                                            |

### NPO Radio 2 Top 2000
| Nummer met noteringen in de NPO Radio 2 Top 2000 | '22  | '23 | '24 |
| ------------------------------------------------ | ---- | --- | --- |
| How Do I Say Goodbye                             | 1304 | 771 | 773 |

1. ↑  Een vetgedrukt getal geeft de hoogste notering aan.
2. ↑  2022 was het eerste jaar met een notering voor dit nummer.

- Bibliothèque nationale de France: cb17864781g (data)
- Gemeinsame Normdatei: 1187259616
- International Standard Name Identifier: 0000 0004 6742 6938
- Library of Congress Control Number: no2019093310
- MusicBrainz: 21e9df94-3c2c-4c15-b069-fefa58bcd650
- Nederlandse Thesaurus van Auteursnamen: 423143085
- Virtual International Authority File: 895155953594042630007
- WorldCat: E39PBJrCdBYMXx99kfHgk4V3cP